# Гончарки
Гончарки (укр. Гончарки) — село в Золотниковской сельской общине Тернопольского района Тернопольской области Украины.
До 2020 года входило в Теребовлянский район.
Население по переписи 2001 года составляло 33 человека. Занимает площадь 0,042 км². Почтовый индекс — 48112.